# Collada de la Mondina
La Collada de la Mondina és un coll situat a 816,3 m alt dels contraforts septentrionals dels Pirineus del terme comunal de Reiners, a la comarca del Vallespir (Catalunya del Nord). És a la zona meridional del terme comunal al qual pertany, al Serrat de la Porrassa; és al sud-est de les ruïnes del Mas de la Mondina i al sud-oest del Mas d'en Barrabam, al nord de la Porrassa.